# Medizinische Leistungsgruppe
Im medizinischen Umfeld bzw. Kontext erlangte der Begriff der Leistungsgruppen im Rahmen von Weiterentwicklungen im Bereich der Krankenhausplanung in Deutschland sowie der deutschen Krankenhausfinanzierung ab Anfang der 2020er Jahre Bedeutung. Ganz allgemein stellen diese Leistungsgruppen eine Kategorisierung sowie Gruppenbildung von medizinischen Leistungsspektren dar, die im stationären Bereich der Krankenhäuser erbracht werden. Die Systematiken der Leistungsgruppen ähneln in verschiedenen Aspekten dem G-DRG-System und der PEPP-Systematik, allerdings sind sie nicht deckungsgleich und existieren somit parallel nebeneinander.

## Varianten
Mit Stand Februar 2025 existieren in Deutschland insbesondere folgende zwei Varianten dieser (medizinischen) Leistungsgruppen:

### NRW-Leistungsgruppen
Im Rahmen der Weiterentwicklung der Krankenhausplanung im Bundesland Nordrhein-Westfalen (NRW) wurde eine Verfeinerung der Planungskriterien angestrebt. Auf Basis eines diesbezüglichen Gutachtens aus dem Jahr 2019, das unter der Mitwirkung verschiedener Unternehmensberatungen entstand, wurde dann seitens des MAGS dafür ein System mit medizinischen Leistungsgruppen präferiert und im April 2022 wurde offiziell für Nordrhein-Westfalen der „Neue Krankenhausplan NRW“ veröffentlicht. Nach einer Phase intensiver planerischer Abstimmungen insbesondere auch mit den Vertretern der GKV und PKV sowie mit Krankenhausvertretungen wie der DKG und der Landeskrankenhausgesellschaft NRW (KGNW) ist diese Systematik dann zu Beginn des Jahres 2025 für die Krankenhausplanung in NRW rechtswirksam geworden, wobei direkt Mitte Februar 2025 über bereits mehr als 90 eingereichte Klagen gegen die erlassenen neuen NRW-Krankenhaus-Feststellungsbescheide berichtet wurde.
Die Systematik der NRW-Leistungsgruppen hat im Jahr 2025 einen Umfang von 60 somatischen Leistungsgruppen sowie vier psychiatrischen, psychosomatischen bzw. psychotherapeutischen Leistungsgruppen. Mit Leistungsgruppen-Simulatoren lässt sich in einer Übersichtsmatrix der jeweilige Erfüllungsstand der Mindestkriterien (Mindestbedingungen) gemäß dem NRW-Modell zeigen.

### Leistungsgruppen nach dem KHTG
Das InEK hat gemäß dem 2024 eingeführten § 21 (3c) Krankenhausentgeltgesetz (KHEntgG) die Aufgabe, einen Leistungsgruppen-Grouper (LG-Grouper) zu entwickeln, der das Spektrum der medizinischen Leistungen der Krankenhäuser künftig Leistungsgruppen zuordnet. Dabei sind die von den Krankenhäusern erbrachten Behandlungsfälle den in Anlage 1 zu § 135e SGB V genannten Leistungsgruppen zuzuordnen. Über das ab dem 28. März 2024 geltenden Krankenhaustransparenzgesetz (abgekürzt als KHTG bzw. KraTraG) und das Krankenhausversorgungsverbesserungsgesetz (KHVVG) werden 65 somatische Leistungsgruppen und deren Qualitätskriterien vorgegeben. Auf dieser Grundlage wurde vom InEK der Leistungsgruppen-Grouper gemäß KHTG, 2024/2025 V1.0 entwickelt und im Februar 2025 erstmals veröffentlicht. Dabei umfasst dieser LG-Grouper gemäß KHTG 2024/2025 V1.0 der Leistungsgruppen-Definitionen in der „Kompaktversion“ 989 Seiten und in der „Vollversion“ 1200 Seiten. Die Leistungsgruppen nach dem KHTG enthalten dabei keine psychiatrisch-psychosomatisch-psychotherapeutische Leistungsgruppen.
Über alle Leistungsgruppen hinweg gelten vorgegebene Qualitätskriterien, die als infrastrukturelle Mindestvoraussetzungen für die Leistungserbringung anzusehen sind. Sie sind unterteilt in die vier Kategorien „Erbringung verwandter Leistungsgruppen“, „Sachliche Ausstattung“, „Personelle Ausstattung“ sowie „Struktur- und Prozesskriterien“. Die Einhaltung all der dabei enthaltenen Qualitätskriterien sollen dann langfristig durch den Medizinischen Dienst (MD) mittels regelmäßigen Leistungsgruppenprüfungen nach bundeseinheitlichen Vorgaben und der für Mitte 2025 angekündigten „LOPS-Richtlinie“ überprüft werden. Für die Zuordnung eines Falles zu einer Leistungsgruppe werden verschiedene Attribute herangezogen. Neben Prozeduren (OPS), Diagnosen nach ICD-10-GM sowie dem Alter wird auch berücksichtigt, in welcher/n Fachabteilung/en (für all die möglichen Fachabteilungen/Fachabteilungsschlüssel vergleiche Anlage 2 zur Vereinbarung nach § 301 SGB V) der Patient die längste Zeit seiner stationären Behandlung verbracht hat. Zur Erstveröffentlichung, die ursprünglich bereits im September 2024 stattfinden sollte, des Groupers seitens dem InEK im Februar 2025 ist anzumerken, dass dabei insbesondere noch folgenden Einschränkungen zu beachten sind: Die Fallzuordnung zu den neuen, zusätzlichen fünf Leistungsgruppen (also die, die hier zusätzlich zu den 60 somatischen NRW-Leistungsgruppen enthalten sind), funktionieren noch nicht komplett. Die noch dabei bestehenden Probleme beruhen beispielsweise darauf, dass die vorgesehene Leistungsgruppe Notfallmedizin noch auf den Notfallstufen des Gemeinsamen Bundesausschusses (G-BA) beruhen und auch bei der Leistungsgruppe Geriatrie gibt es noch Nachbesserungsbedarf.
Der Leistungsgruppen-Grouper nach dem KHTG wird im Rahmen der Krankenhausreform nach dem KHVVG eine zentrale Rolle spielen, denn durch die Eingruppierung der Krankenhausfälle in Leistungsgruppen wird zukünftig das Leistungsspektrum eines Krankenhauses definiert, was ab dem Jahr 2027 über die damit verbundenen und dann kommenden Vorhaltebudgets auch direkten und deutlichen Einfluss auf die Erlöshöhen eines jeden der Krankenhausplanung unterliegenden Krankenhauses in Deutschland haben wird.

## Unterschiede und eventuelle Angleichung der Systematiken

### Unterschiede
Zu den Unterschieden zwischen den beiden Systematiken NRW-Leistungsgruppen und den = Leistungsgruppen nach dem KHTG gehören u. a.:
- Die Definitionskriterien der Leistungsgruppen nach dem KHTG haben sich im Vergleich zum NRW-System erheblich geändert.
- Anders als bei den NRW-Leistungsgruppen werden im InEK-Definitionshandbuch 2024/2025 die Leistungsgruppen zusammen mit den DRGs präsentiert und der Abfrage-Algorithmus orientiert sich an der G-DRG, wobei es hier dann beispielsweise zwölf Zuteilungsfunktionen mit jeweils eigenen Zuordnungshierarchien gibt, die entscheidend für die Einsortierung der Fälle sind. Des Weiteren werden zum Teil die Leistungsgruppen nach dem KHTG über die Verweildauer auf einer Fachabteilung angesteuert. Bei anderen Leistungsgruppen sind die Klassifikationen des ICD-10-GM und OPS-Kodes für die Zuordnung entscheidend, oder eine Mischung aus Fachabteilungsbezug und anderen Kriterien.

Per Februar 2025 ist dementsprechend zusammenfassend festzustellen, dass all die diversen bisherigen Modellrechnungen auf Basis der NRW-Leistungsgruppen hinfällig sind, wenn es um die zu prognostizierenden finanziellen Auswirkungen und Veränderungen eines jeden Krankenhauses durch die Einführung der Leistungsgruppen nach dem KHTG geht.

### Angleichung der Systematiken
Ob und ggf. in wie weit die NRW-Leistungsgruppen-Systematik an die Systematik der Leistungsgruppen nach dem KHTG zukünftig angeglichen werden sollte ist mit Stand Februar 2025 noch nicht absehbar.

## Leistungsgruppensysteme außerhalb Deutschlands

### Schweiz
Die Schweizer Konferenz der kantonalen Gesundheitsdirektorinnen und ‑direktoren (GDK) empfiehlt seit 2011 die Anwendung des vom Kanton Zürich entwickelten Spitalplanungs-Leistungsgruppenkonzepts: Unter Hinzuziehung von zahlreichen Fachexperten hatte die Gesundheitsdirektion des Kantons Zürich zuvor für die Akutsomatik ein Leistungsgruppenkonzept mit rund 150 Spitalplanungs-Leistungsgruppen (SPLG) und leistungsgruppenspezifischen Anforderungen erarbeitet. Jede SPLG ist anhand von spezifischen Diagnose- und Behandlungs-Codes eindeutig definiert. Die Zuteilung der medizinischen Leistungen zu den Leistungsgruppen erfolgt anhand des Schweizerischen Operationskatalogs (CHOP) und des internationalen Diagnoseverzeichnisses (ICD). Eine Beschreibung der Leistungsbereiche ist zugänglich über die Internetseite der Gesundheitsdirektion des Kantons Zürich. Die SPLG wurde bereits im Jahr 2023 in fast allen der 26 Schweizer Kantone angewendet, sie sieht Leistungsgruppen mit jeweils fest vorgegebenen Anforderungen zu Struktur- und Qualitätsvorgaben oder Mindestfallzahlen vor. Die Schweizer Krankenhäuser müssen sich zur Erbringung der Leistungsgruppen in regelmäßigen Abständen bewerben.